# باربوسانیا
باربوسانیا (نام علمی: Barbosania) نام یک سرده از راسته پتروسور است.